# 24 Horas de Le Mans de 1976
As 24 Hours of Le Mans de 1976 foi o 44º grande prêmio automobilístico das 24 Horas de Le Mans, tendo acontecido nos dias 12 e 13 de junho 1976 em Le Mans, França, no autódromo francês, Circuit de la Sarthe.

## Resultados Finais

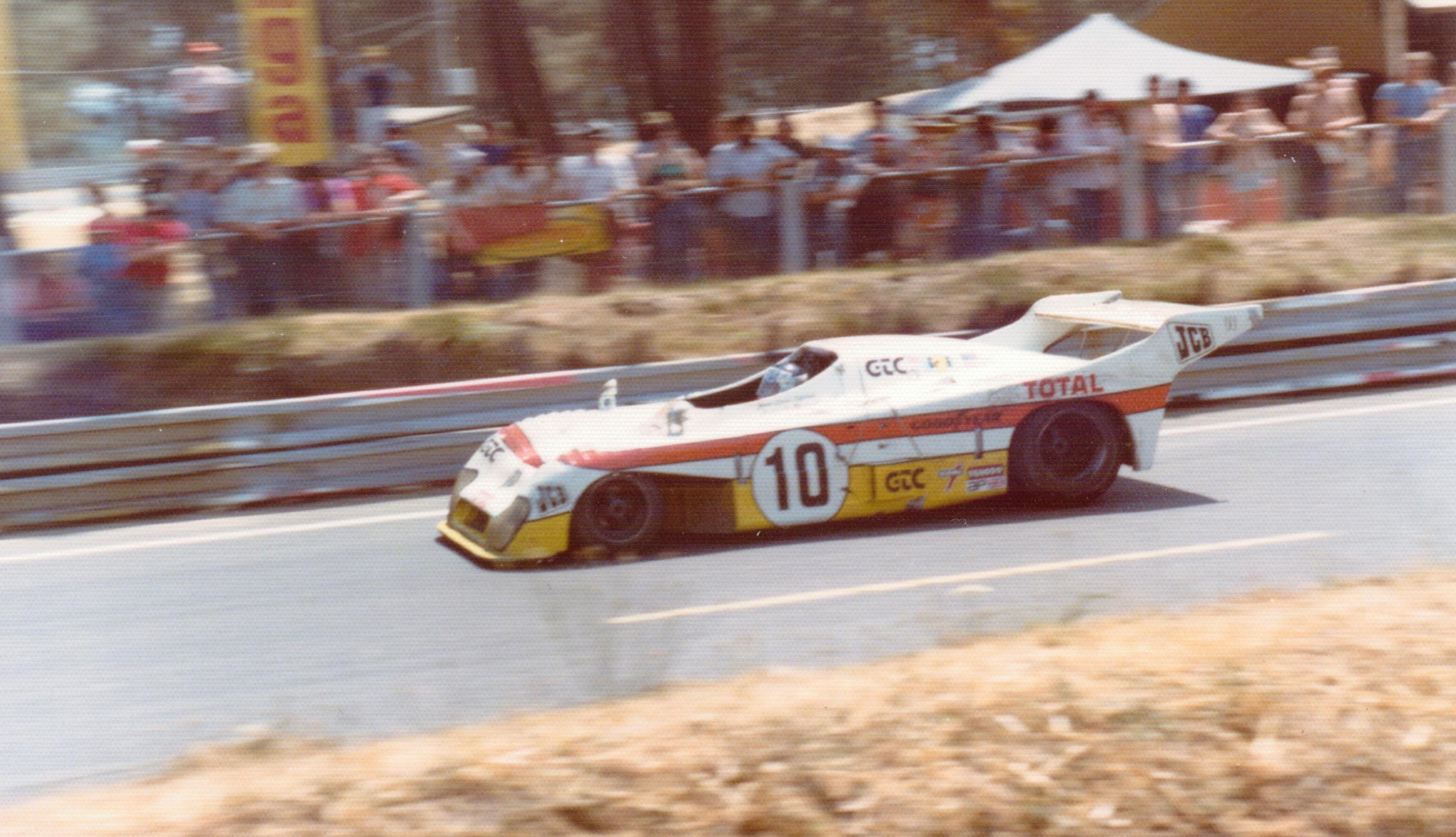
1. 10 Grand Touring Cars Inc. Mirage GR8

| Pos    | Class  | Nº | Equipe                                      | Pilotos                                                            | Chassis                     | Motor                              | Voltas |
| ------ | ------ | -- | ------------------------------------------- | ------------------------------------------------------------------ | --------------------------- | ---------------------------------- | ------ |
| 1      | S 3.0  | 20 | Martini Racing Porsche System               | Jacky Ickx Gijs van Lennep                                         | Porsche 936                 | Porsche Type-935 2.1L Turbo Flat-6 | 349    |
| 2      | S 3.0  | 10 | Grand Touring Cars Inc.                     | Jean-Louis Lafosse François Migault                                | Mirage GR8                  | Ford Cosworth DFV 3.0L V8          | 338    |
| 3      | S 3.0  | 12 | Alain de Cadenet                            | Alain de Cadenet Chris Craft                                       | De Cadenet-Lola T380        | Ford Cosworth DFV 3.0L V8          | 337    |
| 4      | Gr.5   | 40 | Martini Racing Porsche System               | Rolf Stommelen Manfred Schurti                                     | Porsche 935                 | Porsche Type-935 2.9L Turbo Flat-6 | 331    |
| 5      | S 3.0  | 11 | Grand Touring Cars Inc.                     | Derek Bell Vern Schuppan                                           | Mirage GR8                  | Ford Cosworth DFV 3.0L V8          | 326    |
| 6      | Gr.5   | 52 | Gérard Méo                                  | Raymond Touroul Alain Cudini                                       | Porsche 911 Carrera RSR     | Porsche 3.0L Flat-6                | 314    |
| 7      | S 3.0  | 17 | Joest Racing Team                           | Ernst Kraus Günther Steckkönig                                     | Porsche 908/3               | Porsche Type-935 2.1L Turbo Flat-6 | 313    |
| 8      | GTP    | 1  | Inaltera                                    | Jean-Pierre Beltoise Henri Pescarolo                               | Inaltera LM                 | Ford Cosworth DFV 3.0L V8          | 305    |
| 9      | Gr.5   | 63 | Evon Evertz K.G.                            | Heinz Martin Hartwig Bertrams                                      | Porsche 911 Carrera RSR     | Porsche 3.0L Flat-6                | 302    |
| 10     | Gr.5   | 42 | BMW Motorsport GmbH / Alpina                | Harald Grohs Sam Posey Hughes de Fierlandt                         | BMW 3.5CSL                  | BMW 3.5L I6                        | 299    |
| 11     | Gr.5   | 54 | Louis Meznarie                              | Hubert Striebig Anne-Charlotte Verney Helmut Kirschoffer           | Porsche 934                 | Porsche 3.0L Turbo Flat-6          | 298    |
| 12     | GT     | 71 | "Ségolen"                                   | "Ségolen" Michel Ouvière Jean-Yves Gadal                           | Porsche 911 Carrera RSR     | Porsche 3.0L Flat-6                | 292    |
| 13     | Gr.5   | 53 | ASA Cachia                                  | Thierry Sabine Philippe Dagoreau Jean-Claude Andreut               | Porsche 911 Carrera RS      | Porsche 3.0L Flat-6                | 288    |
| 14     | IMSA   | 77 | Tom Vaugh                                   | Tom Vaugh John Rulon-Miller Jean-Pierre Laffeach                   | Porsche 911 Carrera RSR     | Porsche 3.0L Flat-6                | 283    |
| 15     | S 2.0  | 35 | Daniel Brillat Georges Morand               | Georges Morand François Trisconi André Chevalley                   | Lola T292                   | Ford Cosworth 2.0L I4              | 279    |
| 16     | GT     | 57 | Gelo Racing Team                            | Tim Schenken Toine Hezemans                                        | Porsche 934                 | Porsche 3.0L Turbo Flat-6          | 277    |
| 17     | GT     | 67 | Joël Laplacette                             | Joël Laplacette Alain Leroux Georges Bourdillat                    | Porsche 911 Carrera RSR     | Porsche 3.0L Flat-6                | 273    |
| 18     | Gr.5   | 50 | Thierry Perrier                             | Thierry Perrier Guy de Saint-Pierre Martine Rénier                 | Porsche 911 Carrera RSR     | Porsche 3.0L Flat-6                | 273    |
| 19     | GT     | 65 | Porsche Kremer Racing                       | Marie-Claude Charmasson Didier Pironi Bob Wollek                   | Porsche 934                 | Porsche 3.0L Turbo Flat-6          | 270    |
| 20     | GTP    | 3  | Aseptogyl                                   | Christine Dacremont Lella Lombardi                                 | Lancia Stratos              | Ferrari Dino 2.4L Turbo V6         | 265    |
| 21     | GTP    | 2  | Inaltera                                    | Christine Beckers Jean-Pierre Jaussaud Jean Rondeau                | Inaltera LM                 | Ford Cosworth DFV 3.0L V8          | 264    |
| 22     | S 2.0  | 31 | Chandler Ibec                               | Tony Birchenhough Ian Bracey Simon Phillips Brian Joscelyne        | Lola T290/4                 | Ford Cosworth FVC 2.0L I4          | 252    |
| 23     | Gr.5   | 55 | Almeras Fréres                              | Christian Poirot René Boubet                                       | Porsche 911 Carrera RSR     | Porsche 3.0L Flat-6                | 245    |
| 24     | T      | 95 | Jean-Louis Ravenel                          | Jean-Louis Ravenel Jean Ravenel Jean-Marie Détrin                  | BMW 3.0CSL                  | BMW 3.0L I6                        | 237    |
| 25 NC  | S 2.0  | 30 | Jean-Marie Lemerle                          | Jean-Marie Lemerle Alain Lévie Patrick Daire                       | Lola T294                   | ROC-Simca 2.0L I4                  | 218    |
| 26 NC  | GT     | 61 | ASA Cachia                                  | Jean-Claude Andruet Henri Cachia Jacques Borras                    | Porsche 934                 | Porsche 3.0L Turbo Flat-6          | 203    |
| 27 NC  | GT     | 70 | "Beurlys"                                   | John Blaton Nick Faure John Goss                                   | Porsche 934                 | Porsche 3.0L Turbo Flat-6          | 168    |
| 28 DNF | Gr.5   | 47 | Porsche Kremer Racing                       | Juan Carlos Bolaños Eduardo Lopez Negrete Billy Sprowls Hans Heyer | Porsche 935                 | Porsche Type-935 2.8L Turbo Flat-6 | 272    |
| 29 DNF | S 2.0  | 26 | Societé ROC                                 | Alain Flotard Fred Stalder Albert Dufréne                          | Chevron B36                 | ROC-Simca 2.0L I4                  | 241    |
| 30 DNF | GT     | 58 | G.V.E.A. Porsche Club Romand                | Bernard Cheneviére Peter Zbinden Nicolas Bührer                    | Porsche 934                 | Porsche 3.0L Turbo Flat-6          | 270    |
| 31 DNF | Gr.5   | 46 | Team Brock                                  | Peter Brock Brian Muir Jean-Claude Aubriet                         | BMW 3.5CSL                  | BMW 3.5L I6                        | 156    |
| 32 DNF | GT     | 69 | Schiller Racing Team                        | Claude Haldi Florian Vetsch                                        | Porsche 934                 | Porsche 3.0L Turbo Flat-6          | 219    |
| 33 DNF | S 3.0  | 18 | Martini Racing Porsche System               | Reinhold Joest Jürgen Barth                                        | Porsche 936                 | Porsche Type-935 2.1L Turbo Flat-6 | 218    |
| 34 DNF | GTP    | 5  | Ecurie T.S.                                 | Guy Chasseuil Claude Ballot-Léna                                   | WM P76                      | Peugeot PRV 2.7L V6                | 125    |
| 35 DNF | IMSA   | 78 | Diego Febles Racing                         | Diego Febles Alec Poole Hiram Cruz                                 | Porsche 911 Carrera RSR     | Porsche 3.0L Flat-6                | 144    |
| 36 DNF | S 2.0  | 29 | José Thibault                               | José Thibault Alain Hubert Michel Lateste                          | Lenham                      | Ford Cosworth FVC 1.9L I4          | 88     |
| 37 DNF | Gr.5   | 44 | A.S.P.M. - Tanday Music                     | Jean-Claude Justice Jean Bélin                                     | BMW 3.5CSL                  | BMW 3.5L I6                        | 128    |
| 38 DNF | Gr.5   | 43 | BMW Motorsport GmbH Schnitzer Motorsport    | Dieter Quester Albrecht Krebs Alain Peltier                        | BMW 3.5CSL                  | BMW 3.5L I6                        | 117    |
| 39 DNF | S 3.0  | 16 | Egon Evertz K.G.                            | Leo Kinnunen Egon Evertz                                           | Porsche 908/3               | Porsche 3.0L Flat-8                | 124    |
| 40 DNF | S 3.0  | 19 | Renault Sport                               | Jean-Pierre Jabouille Patrick Tambay José Dolhem                   | Renault Alpine A442         | Renault 2.0L Turbo V6              | 135    |
| 41 DNF | S 2.0  | 27 | Societé ROC                                 | François Sérvanin Laurent Ferrier                                  | Chevron B36                 | ROC-Simca 2.0L I4                  | 88     |
| 42 DNF | NASCAR | 90 | NASCAR - Donlavey                           | Dick Brooks Dick Hutcherson Marcel Mignot                          | Ford Torino                 | Ford 7.0L V8                       | 104    |
| 43 DNF | GT     | 62 | Philippe Dagoreau                           | Christian Bussi Philippe Gurdjian Christian Gouttepifre            | Porsche 911 Carrera RSR     | Porsche 3.0L Flat-6                | 79     |
| 44 DNF | GTX    | 72 | William Vollery                             | Jean-Pierre Aeschlimann Roger Dorchy William Vollery               | Porsche 911 Carrera RS      | Porsche 3.0L Flat-6                | 82     |
| 45 DNF | S 2.0  | 33 | Georges Schäfer                             | Georges Schäfer Jean-Pierre Adatte Riccardo Albanesi               | Chevron B26                 | Ford Cosworth FVC 1.8L I4          | 62     |
| 46 DNF | Gr.5   | 48 | Jean-Louis Chateau                          | Jean-Louis Chateau Dominique Fornage Jean-Claude Guérie            | Porsche 934/5               | Porsche Type-935 3.0L Turbo Flat-6 | 9      |
| 47 DNF | Gr.5   | 49 | Gelo Racing Team                            | Clemens Schickentanz Howden Ganley                                 | Porsche 911 Carrera RSR     | Porsche 3.0L Flat-6                | 74     |
| 48 DNF | GT     | 73 | Sionauto 2001                               | Claude Buchet André Haller Jean-Luc Favresse                       | Datsun 260Z                 | Datsun 2.6L I6                     | 39     |
| 49 DNF | IMSA   | 76 | IMSA Camel                                  | John Greenwood Bernard Darniche                                    | Chevrolet Corvette Stingray | Chevrolet 7.0L V8                  | 29     |
| 50 DNF | S 3.0  | 21 | G.V.E.A. Porsche Club Ramond Xavier Lapeyre | Xavier Lapeyre Bernard Chevanne                                    | Lola T286                   | Ford Cosworth DFV 3.0L V8          | 9      |
| 51 DNF | Gr.5   | 41 | BMW Motorsport GmbH                         | Peter Gregg Brian Redman                                           | BMW 3.0CSL Turbo            | BMW 3.2L Turbo I6                  | 23     |
| 52 DNF | S 2.0  | 36 | Chuck Graeminger                            | Daniel Brillat Michel Degourmois "Dépnic"                          | Cheetah G601                | BMW 2.0L I4                        | 2      |
| 53 DNF | Gr.5   | 45 | Hermetite Productions Ltd.                  | John Fitzpatrick Tom Walkinshaw                                    | BMW 3.5CSL                  | BMW 3.5L I6                        | 17     |
| 54 DNF | IMSA   | 75 | IMSA Camel                                  | Michael Keyser Eddie Wachs                                         | Chevrolet Monza             | Chevrolet 5.7L V8                  | 11     |
| 55 DNF | NASCAR | 4  | NASCAR - McGriff                            | Hershel McGriff Doug McGriff                                       | Dodge Charger               | Dodge 7.0L Hemi V8                 | 2      |

Legenda :DNQ = Não largou - DNF = Abandono - NC = Não classificado - DSQ= Desqualificado